# Jun Mizutani
Jun Mizutani (水谷 隼?, Mizutani Jun; Iwata, 9 giugno 1989) è un tennistavolista giapponese.

## Palmarès
- Giochi olimpici

Rio de Janeiro 2016: argento a squadre e bronzo nel singolare.
Tokyo 2020: oro nel doppio misto.
- Mondiali

Canton 2008: bronzo a squadre.
Yokohama 2009: bronzo nel doppio.
Mosca 2010: bronzo a squadre.
Dortmund 2012: bronzo a squadre.
Parigi 2013: bronzo nel doppio.
Tokyo 2014: bronzo a squadre.
Kuala Lumpur 2016: argento a squadre.
- Campionati asiatici

Yangzhou 2007: argento a squadre e bronzo nel doppio.
Lucknow 2009: argento a squadre.
Macao 2012: argento a squadre.
Busan 2013: argento a squadre.
- Coppa d'Asia

Hanoi 2007: bronzo nel singolare.
Wuhan 2014: bronzo nel singolare.
Jaipur 2015: bronzo nel singolare.